# Incheon Tower
Incheon Tower é um projeto de arranha-céu sul-coreano prometido para o ano de 2012.

## Design
O design da Incheon Tower é inspirado nas Petronas Tower. O prédio terá duas torres inclinadas, que irão se afunilando. A torre direita terá 122 andares, e a torre esquerda terá 150 andares. O prédio terá uma ponte no 28 andar da torre direita, interligando as duas torres.